# 泉上屯遗址
泉上屯遗址，位于山东省临沂市河东区汤头镇泉上屯村，是中华人民共和国山东省文物保护单位之一。
1992年6月12日，授予山东省文物保护单位，是一座古遗址。